# Дирижизм
Дирижи́зм (фр. dirigisme) — понятие, имеющее два основных значения:
1. в узком смысле дирижизм — политика активного вмешательства в управление экономикой со стороны государства в середине 40-х годов — 80-х годах XX в. во Франции. В результате этой политики, основанной на теории французского экономиста Ф. Перру о принципах индикативного (рекомендательного) государственного планирования в привилегированных точках экономики, в стране был создан большой сектор государственной экономики, включающий в себя ряд отраслей промышленности и кредитно-финансовых учреждений[1].
2. в широком смысле под дирижизмом понимается любое явное и активное вмешательство в экономику со стороны государственных структур в любом государстве во всех сферах с целью достижения качественного государственно-частного партнёрства и роста экономики страны в целом[1].

Первоначально созданный во Франции, в дальнейшем, в конце XX — начале XXI века, дирижизм получил широкое распространение в других странах, например, Японии, Республике Корея, на Тайване, в Индии, Турции и Беларуси.
Принцип дирижизма противоположен невмешательству (laissez-faire), то есть экономическому либерализму и минимизации экономического вмешательства и государственного регулирования.

## Политика дирижизма во Франции
Термин «дирижизм» появился во Франции после Второй мировой войны. Главным творцом политики дирижизма во Франции был бизнесмен и государственный деятель Жан Монне, который в 1946—1950 годах был руководителем французской генеральной комиссии по планированию и разрабатывал программы модернизации французской экономики. Первый план «модернизации и оснащения» (план Монне) был принят в январе 1947 года, на период до 1950 года (впоследствии он был продлен). Этот план содержал прямые установки прежде всего для базовых промышленных отраслей — по производству электричества, угля, стали, цемента, сельскохозяйственного оборудования, а также для транспорта. Опорой для его реализации стали предприятия государственного сектора (в 1944—1945 годах во Франции были национализированы угледобыча, газовая промышленность, электроэнергетика, авиапромышленность, машиностроительные заводы «Рено»), по отношению к которым указания плана были довольно жесткими, а в отношении частных компаний — только индикативными, «указательными».
Первый послевоенный план (1947—1952 годов) был направлен, прежде всего, на восстановление и модернизацию национализированного сектора, а во втором (1954—1957 годы) и третьем (1958—1961 годы) планах основное внимание сосредотачивалось на поддержке конкурентоспособности частных компаний. В 1960-е годы среди показателей планов резко уменьшилось число контрольных цифр, выраженных в натуральных объемах, и возросло количество стоимостных индексов.